# Španija na Pesmi Evrovizije
Španija je prvič nastopila na Pesmi Evrovizije leta 1961 in zasedla 9. mesto. Od leta 1999 je članica tako imenovanih velikih pet (skupaj s Francijo,Italija, Nemčija in Veliko Britanijo,) in se zato vsako leto neposredno uvrsti v finalni izbor. Španija je dosegla doslej dve evrovizijski zmagi: leta 1968 s pesmijo La, la, la in leta 1969, ko si je s pesmijo Vivo Cantando delila prvo mesto z Nizozemsko, Veliko Britanijo in Francijo. Izbor je gostila leta 1969.
Leta 2020 je bila Pesem Evrovizije odpovedana. 

## Španski predstavniki
- V preglednici so zmage označene z zlato barvo, zadnja mesta pa z rdečo.

| Leto | Izvajalec             | Naslov                                 | Finale               | Točke                | Polfinale               | Točke                   |
| ---- | --------------------- | -------------------------------------- | -------------------- | -------------------- | ----------------------- | ----------------------- |
| 1961 | Conchita Bautista     | Estando contigo                        | 9.                   | 8                    | Ni bilo polfinalov      | Ni bilo polfinalov      |
| 1962 | Victor Balaguer       | Llámame                                | 13                   | 0                    | Ni bilo polfinalov      | Ni bilo polfinalov      |
| 1963 | José Guardiola        | Algo prodigioso                        | 12                   | 2                    | Ni bilo polfinalov      | Ni bilo polfinalov      |
| 1964 | Los TNT               | Caracola                               | 12                   | 1                    | Ni bilo polfinalov      | Ni bilo polfinalov      |
| 1965 | Conchita Bautista     | ¡Qué bueno, qué bueno!                 | 15                   | 0                    | Ni bilo polfinalov      | Ni bilo polfinalov      |
| 1966 | Raphael               | Yo soy aquél                           | 7                    | 9                    | Ni bilo polfinalov      | Ni bilo polfinalov      |
| 1967 | Raphael               | Hamblemos del amor                     | 6                    | 9                    | Ni bilo polfinalov      | Ni bilo polfinalov      |
| 1968 | Massiel               | La, la, la                             | 1                    | 29                   | Ni bilo polfinalov      | Ni bilo polfinalov      |
| 1969 | Salomé                | Vivo cantado                           | 1                    | 18                   | Ni bilo polfinalov      | Ni bilo polfinalov      |
| 1970 | Julio Iglesias        | Gwendolyne                             | 4                    | 8                    | Ni bilo polfinalov      | Ni bilo polfinalov      |
| 1971 | Karina                | En un mundo nuevo                      | 2                    | 116                  | Ni bilo polfinalov      | Ni bilo polfinalov      |
| 1972 | Jaime Morey           | Amanace                                | 10                   | 83                   | Ni bilo polfinalov      | Ni bilo polfinalov      |
| 1973 | Mocedades             | Eres tú                                | 2                    | 125                  | Ni bilo polfinalov      | Ni bilo polfinalov      |
| 1974 | Peret                 | Canta y sé feliz                       | 9                    | 10                   | Ni bilo polfinalov      | Ni bilo polfinalov      |
| 1975 | Sergio & Estibaliz    | Tú volverás                            | 10                   | 53                   | Ni bilo polfinalov      | Ni bilo polfinalov      |
| 1976 | Braulio               | Sobran las palabras                    | 16                   | 11                   | Ni bilo polfinalov      | Ni bilo polfinalov      |
| 1977 | Micky                 | Enséñame a cantar                      | 9                    | 52                   | Ni bilo polfinalov      | Ni bilo polfinalov      |
| 1978 | José Vélez            | Bailemos un vals                       | 9                    | 65                   | Ni bilo polfinalov      | Ni bilo polfinalov      |
| 1979 | Betty Missiego        | Su canción                             | 2                    | 116                  | Ni bilo polfinalov      | Ni bilo polfinalov      |
| 1980 | Trigo Limpio          | Quédate esta noche                     | 12                   | 38                   | Ni bilo polfinalov      | Ni bilo polfinalov      |
| 1981 | Bacchelli             | Y sólo tú                              | 14                   | 38                   | Ni bilo polfinalov      | Ni bilo polfinalov      |
| 1982 | Lucía                 | Él                                     | 10                   | 52                   | Ni bilo polfinalov      | Ni bilo polfinalov      |
| 1983 | Remedios Amaya        | ¿Quién maneja mi barca?                | 19                   | 0                    | Ni bilo polfinalov      | Ni bilo polfinalov      |
| 1984 | Bravo                 | Lady, Lady                             | 3                    | 106                  | Ni bilo polfinalov      | Ni bilo polfinalov      |
| 1985 | Paloma San Basilio    | La fiesta terminó                      | 14                   | 36                   | Ni bilo polfinalov      | Ni bilo polfinalov      |
| 1986 | Cadillac              | Valentino                              | 10                   | 51                   | Ni bilo polfinalov      | Ni bilo polfinalov      |
| 1987 | Patricia Kraus        | No estás solo                          | 19                   | 10                   | Ni bilo polfinalov      | Ni bilo polfinalov      |
| 1988 | La Década Prodigiosa  | La chica que yo quiero (Made in Spain) | 11                   | 58                   | Ni bilo polfinalov      | Ni bilo polfinalov      |
| 1989 | Nina                  | Nacida para amar                       | 6                    | 88                   | Ni bilo polfinalov      | Ni bilo polfinalov      |
| 1990 | Azúcar Moreno         | Bandido                                | 5                    | 96                   | Ni bilo polfinalov      | Ni bilo polfinalov      |
| 1991 | Sergio Dalma          | Bailar pegados                         | 4                    | 119                  | Ni bilo polfinalov      | Ni bilo polfinalov      |
| 1992 | Serafín Zubiri        | Todo esto es la música                 | 14                   | 37                   | Ni bilo polfinalov      | Ni bilo polfinalov      |
| 1993 | Eva Santamaria        | Hombres                                | 11                   | 58                   | Ni bilo polfinalov      | Ni bilo polfinalov      |
| 1994 | Alejandro Abad        | Ella no es ella                        | 18                   | 17                   | Ni bilo polfinalov      | Ni bilo polfinalov      |
| 1995 | Anabel Conde          | Vuelve conmigo                         | 2                    | 119                  | Ni bilo polfinalov      | Ni bilo polfinalov      |
| 1996 | Antonio Carbonell     | ¡Ay, qué deseo!                        | 20                   | 17                   | 14                      | 43                      |
| 1997 | Marcos Llunas         | Sin rencor                             | 6                    | 96                   | Ni bilo polfinalov      | Ni bilo polfinalov      |
| 1998 | Mikel Herzog          | ¿Qué voy a hacer sin ti?               | 16                   | 21                   | Ni bilo polfinalov      | Ni bilo polfinalov      |
| 1999 | Lydia                 | No quiero escuchar                     | 23                   | 1                    | Ni bilo polfinalov      | Ni bilo polfinalov      |
| 2000 | Serafín Zubiri        | Colgado de un sueño                    | 18                   | 18                   | Ni bilo polfinalov      | Ni bilo polfinalov      |
| 2001 | David Civera          | Dile que la quiero                     | 6                    | 76                   | Ni bilo polfinalov      | Ni bilo polfinalov      |
| 2002 | Rosa                  | Europe’s living a celebration          | 7                    | 81                   | Ni bilo polfinalov      | Ni bilo polfinalov      |
| 2003 | Beth                  | Dime                                   | 8                    | 81                   | Ni bilo polfinalov      | Ni bilo polfinalov      |
| 2004 | Ramón                 | Para llenarme de ti                    | 10                   | 87                   | V skupini ''Veliki 4''  | V skupini ''Veliki 4''  |
| 2005 | Son del Sol           | Brujería                               | 21                   | 18                   | V skupini ''Veliki 4''  | V skupini ''Veliki 4''  |
| 2006 | Las Ketchup           | Un Bloody Mary                         | 21                   | 18                   | V skupini ''Veliki 4''  | V skupini ''Veliki 4''  |
| 2007 | D'Nash                | I love you mi vida                     | 20                   | 43                   | V skupini ''Veliki 4''  | V skupini ''Veliki 4''  |
| 2008 | Rodolfo Chikilicuatre | Baila el Chiki-chiki                   | 16                   | 55                   | V skupini ''Veliki 4''  | V skupini ''Veliki 4''  |
| 2009 | Soraya Arnelas        | La noche es para mí                    | 24                   | 23                   | V skupini ''Veliki 4''  | V skupini ''Veliki 4''  |
| 2010 | Daniel Diges          | Algo pequeñito                         | 15                   | 68                   | V skupini ''Veliki 4''  | V skupini ''Veliki 4''  |
| 2011 | Lucía Pérez           | Que me quiten lo bailao                | 23                   | 50                   | V skupini ''Velikih 5'' | V skupini ''Velikih 5'' |
| 2012 | Pastora Soler         | Quédate conmigo                        | 10                   | 97                   | V skupini ''Velikih 5'' | V skupini ''Velikih 5'' |
| 2013 | El Sueño de Morfeo    | Contigo hasta el final                 | 25                   | 8                    | V skupini ''Velikih 5'' | V skupini ''Velikih 5'' |
| 2014 | Ruth Lorenzo          | Dancing in the Rain                    | 10                   | 74                   | V skupini ''Velikih 5'' | V skupini ''Velikih 5'' |
| 2015 | Edurne                | Amanecer                               | 21                   | 15                   | V skupini ''Velikih 5'' | V skupini ''Velikih 5'' |
| 2016 | Barei                 | Say Yay                                | 22                   | 77                   | V skupini ''Velikih 5'' | V skupini ''Velikih 5'' |
| 2017 | Manel Navarro         | Do It for Your Lover                   | 26                   | 5                    | V skupini ''Velikih 5'' | V skupini ''Velikih 5'' |
| 2018 | Amaia in Alfred       | Tu canción                             | 23                   | 61                   | V skupini ''Velikih 5'' | V skupini ''Velikih 5'' |
| 2019 | Miki                  | La Venda                               | 22                   | 54                   | V skupini ''Velikih 5'' | V skupini ''Velikih 5'' |
| 2020 | Blas Cantó            | Universo                               | (festival odpovedan) | (festival odpovedan) | (festival odpovedan)    | (festival odpovedan)    |
| 2021 | Blas Cantó            | Voy a quedarme                         | 24                   | 6                    | V skupini ''Velikih 5'' | V skupini ''Velikih 5'' |
| 2022 | Chanel                | SloMo                                  | 3                    | 459                  | V skupini ''Velikih 5'' | V skupini ''Velikih 5'' |
| 2023 | Blanca Paloma         | Eaea                                   | 17                   | 100                  | V skupini ''Velikih 5'' | V skupini ''Velikih 5'' |
| 2024 | Nebulossa             | Zorra                                  | 22.                  | 30                   | V skupini ''Velikih 5'' | V skupini ''Velikih 5'' |
| 2025 | Melody                | Esa diva                               | 24.                  | 37                   | V skupini ''Velikih 5'' | V skupini ''Velikih 5'' |